# Năsăud
Năsăud (en húngaro: Naszód) es una ciudad de Rumania en el distrito de Bistrița-Năsăud.

## Geografía
Se encuentra a una altitud de 326 m s. n. m. a 443 km de la capital, Bucarest.

## Demografía
Según estimación 2012 contaba con una población de 11 323 habitantes.
| 1948  | 1956  | 1966  | 1977  | 1992   | 2002   | 2012   |
| 3 716 | 5 725 | 6 620 | 8 610 | 12 176 | 10 582 | 11 323 |